# Tell 'Em Why U Madd
Tell 'Em Why U Madd é o primeiro álbum de The Madd Rapper. Uma das músicas de maior destaque é o single "How to Rob", de 50 Cent. O single teve sua aparição original no álbum Power of the Dollar.

## Lista de músicas
1. "I'm Madd" (estrelando Joe Hooker)
2. "Dot vs. TMR" (estrelando DJ Richie Rich)
3. "Talk Show (Introdução)"
4. "You're All Alone" (estrelando Picasso Black) (produzida por Kanye West)
5. "That's What's Happenin'" (estrelando Tracey Lee & the Leonards, Mase) (produzida por Kanye West)
6. "Dice Game"
7. "Roll With the Cat"
8. "How We Do" (estrelando Diddy)
9. "Stir Crazy" (estrelando Eminem) (produzida por Kanye West)
10. "D-Dot Interview"
11. "Ghetto" (estrelando Raekwon, Carl Thomas) (produzida por Kanye West)
12. "Surviving the Game"
13. "Bongo Break" (estrelando Busta Rhymes)
14. "Whateva" (estrelando Picasso Black, Fierce)
15. "Too Many Ho's" (estrelando Jermaine Dupri, Lil' Cease) (produzida by Kanye West & Boogz)
16. "Bird Call"
17. "Not the One" (produzida por Kanye West)
18. "They Just Don't Know" (estrelando Black Rob)
19. "Esta Loca" (estrelando The Beatnuts, Rambo)
20. "Shysty Broads" (estrelando Mae West)
21. "Talk Show (Outro)"
22. "Wildside"
23. "Car Jack"
24. "How to Rob" (estrelando 50 Cent)

## Referência
Rolling Stone Página em inglês visitada em 16 de junho de 2009